# Якава-Канг
Якава-Канг (також Яква-Канг, Торунгце) — гора в  Гімалаях, має висоту 6482 м, розташована в центральній частині Непалу в гірському масиві Дамодар-Гімал.

## Перевал Торонг-Ла
На південь від Якава Канга височить ще одна гора-шеститисячник — Катунг-Канг (6484 м). В  сідловині між Якава-Кангом і Катунг-Кангом на висоті 5416 м знаходиться перевал Торонг-Ла. Стежка, що проходить через перевал, регулярно використовується місцевими торговцями, а також любителями  гірського туризму — перевал є найвищою точкою пішого туристського маршруту  «Трек навколо Аннапурни».

## Сходження
За даними англ. American Alpine Journal, перше зареєстроване сходження на Якава-Канг здійснено 7 листопада 2010 р. — на вершину піднялися  японський  альпініст Хіденобу Цужі (англ. Hidenobu Tsuji) та шерпи Дава Норбу (англ. Dawa Norbu), Дава Церинг (англ. Dawa Tshering) і Церинг Таші (англ. Tshering Tashi). Невідомо, чи є учасники цієї експедиції першими підкорювачами вершини, адже історія сходжень на Якава-Канг раніше не документувалась.

## Ресурси Інтернету
- Yakawa Kang Peak Climbing (6482 m)

## Виноски
1. ↑  H. Adams Carter (1985). Classification of the Himalaya (PDF). American Alpine Journal. American Alpine Club. 27 (59): 127.
2. ↑  2010: Yakawa Kang (6,482m), south face. The American Alpine Journal. Архів оригіналу за 11 вересня 2012. Процитовано 18 червня 2014. [Архівовано 2011-08-24 у Wayback Machine.]